# Nhóm ngôn ngữ Turk chung
Nhóm ngôn ngữ Turk chung hoặc Turk Thường hay Turk Shaz, là một nhóm ngôn ngữ thuộc ngữ hệ Turk, bao gồm tất cả ngôn ngữ của ngữ hệ này ngoại trừ các ngôn ngữ Oghur.

## Phân loại
Lars Johanson đề xuất nhóm ngôn ngữ này bao gồm các nhóm con sau:
- Nhóm ngôn ngữ Turk chung Tây Nam (Oghuz)
- Nhóm ngôn ngữ Turk chung Tây Bắc (Kipchak)
- Nhóm ngôn ngữ Turk chung Đông Nam (Karluk)
- Nhóm ngôn ngữ Turk chung Đông Bắc (Xibia)
- Nhóm ngôn ngữ Turk chung Arghu (Khalaj)

Các ngôn ngữ Turk chung mang đặc trưng là sự đối ứng âm vị như š Turk chung với l Oghur và z Turk chung với r Oghur.
Trong các sơ đồ phân loại khác (chẳng hạn như của Alexander Samoylovich và Nikolay Baskakov), cách phân loại có sự khác biệt.